# Stazione di Atena Lucana
Stazione di Atena Lucana vasútállomás Olaszországban, Atena Lucana településen.

## Vasútvonalak
Az állomást az alábbi vasútvonalak érintik:
- Sicignano degli Alburni-Lagonegro-vasútvonal

## Kapcsolódó állomások
A vasútállomáshoz az alábbi állomások vannak a legközelebb:
- Polla railway station
- Stazione di Sala Consilina